# A Thunder of Drums
A Thunder of Drums (bra Estrondo de Tambores, ou Um Estrondo de Tambores) é um filme estadunidense de 1961, do gênero faroeste, dirigido por Joseph M. Neman, com roteiro de James Warner Bellah baseado em seu conto "Command", publicado no Saturday Evening Post em junho de 1946.

## Sinopse
Em meio a conflitos com apaches e comanches, capitão da Cavalaria entra em choque com o tenente recém-chegado de West Point por ter se relacionado com a noiva deste no passado.

## Elenco
- Richard Boone ....... cap. Stephen Maddocks
- George Hamilton ....... tte. Curtis McQuade
- Luana Patten ....... Tracey Hamilton
- Arthur O'Connell ....... sgt. Karl Rodermill
- Charles Bronson ....... sd. Hanna
- Richard Chamberlain ....... tte. Porter
- James Douglas ....... tte. Thomas Gresham
- Tammy Marihugh ....... Laurie Detweiler
- Carole Wells ....... Camden Yates
- Duane Eddy ....... sd. Eddy
- Slim Pickens ....... sd. Erschick
- Clem Harvey ....... sd. Denton
- Casey Tibbs ....... sd. Baker
- Irene Tedrow ....... Sr.ª Scarborough
- Marjorie Bennett ....... Sr.ª Yates